# Церковь Святого Андрея (Брюссель)
Церковь Святого Андрея в Брюсселе — протестантская церковь, которую используют как Церкви Шотландии, так и Объединенная протестантская церковь в Бельгии. Службы проводятся на английском языке. Миссия конгрегации звучит так: «Мы стремимся следовать за Иисусом, неся знание о Божьей любви всем»
В 1830 году в Бельгии была основана пресвитерианская шотландская кирха, и преподобный Чарльз Сиверайт стал первым священником. Однако после бельгийской революции больше нет письменных упоминаний об этой церкви. В 1898 году преподобный Фрэнсис Гордон был направлен в Бельгию и проводил пресвитерианские церковные службы в различных местах Брюсселя. Такая организация богослужений в разных местах продолжалась в течение 27 лет. Преподобный Джордж Р. С. Рид сменил Гордона на посту священника в 1899 году, и в том году собрание общины посетило 150 человек. В 1900 году были рукоположены первые старейшины, была учреждена сессия церкви и специальный фонд для сбора денег на её строительство. В 1900 году брюссельская конгрегация была включена в состав пресвитерии Церкви Шотландии в Эдинбурге. По состоянию на 2016 год она является частью Международной пресвитерии Церкви Шотландии (ранее известной как пресвитерия Европы).
Нынешние церковные здания были построены в 1925 году как мемориал шотландским солдатам, погибшим в Бельгии во время Первой мировой войны, и вмещают 200 человек. Территория, окружающая церковь, является примечательна своими характерными домами в стиле модерн начала XX века, в частности близлежащим домом архитектора Виктора Орты.
Некогда небольшая община значительно выросла за последние годы, особенно в результате присоединения Великобритании к Общему рынку в 1973 году и размещения в Брюсселе базы многочисленных международных организаций, включая Европейский союз и НАТО. Община в 2013 году была очень многонациональной, в ней было представлено более 30 различных национальностей. Наибольшее количество людей прибыло из Великобритании и Ганы.
По состоянию на 2014 год священником (с 2004 года) является преподобный доктор Эндрю Гарднер, бакалавр философии, ранее служивший в приходской церкви Флауэрхилл, Эйрдри, Ланаркшир, Шотландия.